# Museo de Arte Contemporáneo de Buenos Aires
El Museo de Arte Contemporáneo de Buenos Aires (MACBA) es un establecimiento privado impulsado por el coleccionista de arte contemporáneo Aldo Rubino con el objetivo de adquirir, conservar, investigar, documentar, comunicar y exhibir el arte contemporáneo nacional e internacional. La educación no formal por medio del arte es uno de sus propósitos principales. Por medio de la exhibición de contenidos artísticos (objetos y relatos), el MACBA espera poder estimular el desarrollo de la creatividad en los artistas y los distintos públicos de la ciudad de Buenos Aires y del país, así como profundizar el conocimiento del arte argentino en el exterior. 
Aldo Rubino comenzó su colección a finales de la década de 1980. Con el tiempo, nació la idea concreta de fundar un museo para albergar el creciente corpus de obras. El MACBA reunió un importante patrimonio que abarca obras desde mediados del siglo XX hasta la actualidad. Su acervo sigue aumentando día a día con la incorporación de obras de artistas que ya forman parte de la historia del arte actual y de otros a los que el museo apoya en su crecimiento. 
El MACBA se propone como un foro de reflexión y acceso a las distintas tendencias del arte contemporáneo y, en particular, a la abstracción geométrica, dada su importancia histórica tanto local como global. Esta tendencia, que marca el perfil de su colección, es su principal objeto de estudio e investigación. La colección MACBA está centrada en obras geométricas históricas de Raúl Lozza, Julio Le Parc, Victor Vasarely, Enio Iommi y Gyula Kosice, a las que se suman las nuevas adquisiciones de argentinos contemporáneos que militan en una geometría de génesis y proyección ecléctica; entre ellos figuran Fabián Burgos, Verónica Di Toro, Lucio Dorr, Pablo Siquier, Beto de Volder, Silvina Lacarra y Gachi Hasper.
La educación por el arte y la inclusión social es un objetivo a corto y largo plazo. Para tales fines, el MACBA trabaja en contacto permanente con instituciones públicas y organizaciones no gubernamentales que se identifican con sus valores. El MACBA busca tener un rol distintivo, signado por la accesibilidad al arte en el contexto de la comunidad a la que sirve.
El edificio, construido junto al Museo de Arte Moderno de Buenos Aires (MAMBA), se inscribe dentro del denominado Polo Sur Cultural, proyectado por el Gobierno de la Ciudad de Buenos Aires. El espacio fue diseñado por el estudio de arquitectos Vila-Sebastián-Vila y está compuesto por dos subsuelos, planta baja y tres plantas en donde se combina el programa de salas de exposición de arte junto con los usos de espacio audiovisual y espacio de actividades múltiples, para talleres y cursos. Las salas de exposiciones temporarias y de colección permanente están integradas en todos sus niveles por una rampa que resuelve la circulación vertical del edificio. El edificio se plantea arquitectónicamente como un contenedor único que toma la altura de los edificios adyacentes y conforma una unidad morfológica con el MACBA.
El valor distintivo que le otorga singularidad es su fachada, un frente integral vidriado de 15 x 12 metros que comunica el conjunto de muestras y eventos que se desarrollarán en sus salas con el exterior. El volumen edilicio está retirado del frente y del fondo del terreno por unos patios que permiten iluminar naturalmente todas las funciones que aloja el mismo. Resuelto con una estructura de hormigón a la vista y grandes paños vidriados, el edificio consigue con materiales nobles y de bajo mantenimiento un alto estándar de iluminación natural que complementa los dispositivos técnicos de alumbrado y acondicionamiento artificial generando una imagen contundente y sustentable.